# Реннінген
Реннінген (нім. Renningen) — місто в Німеччині, знаходиться в землі Баден-Вюртемберг. Підпорядковується адміністративному округу Штутгарт. Входить до складу району Беблінген.
Площа — 31,13 км2. Населення становить 18 535 ос. (станом на 31 грудня 2020).